# هندوکلا

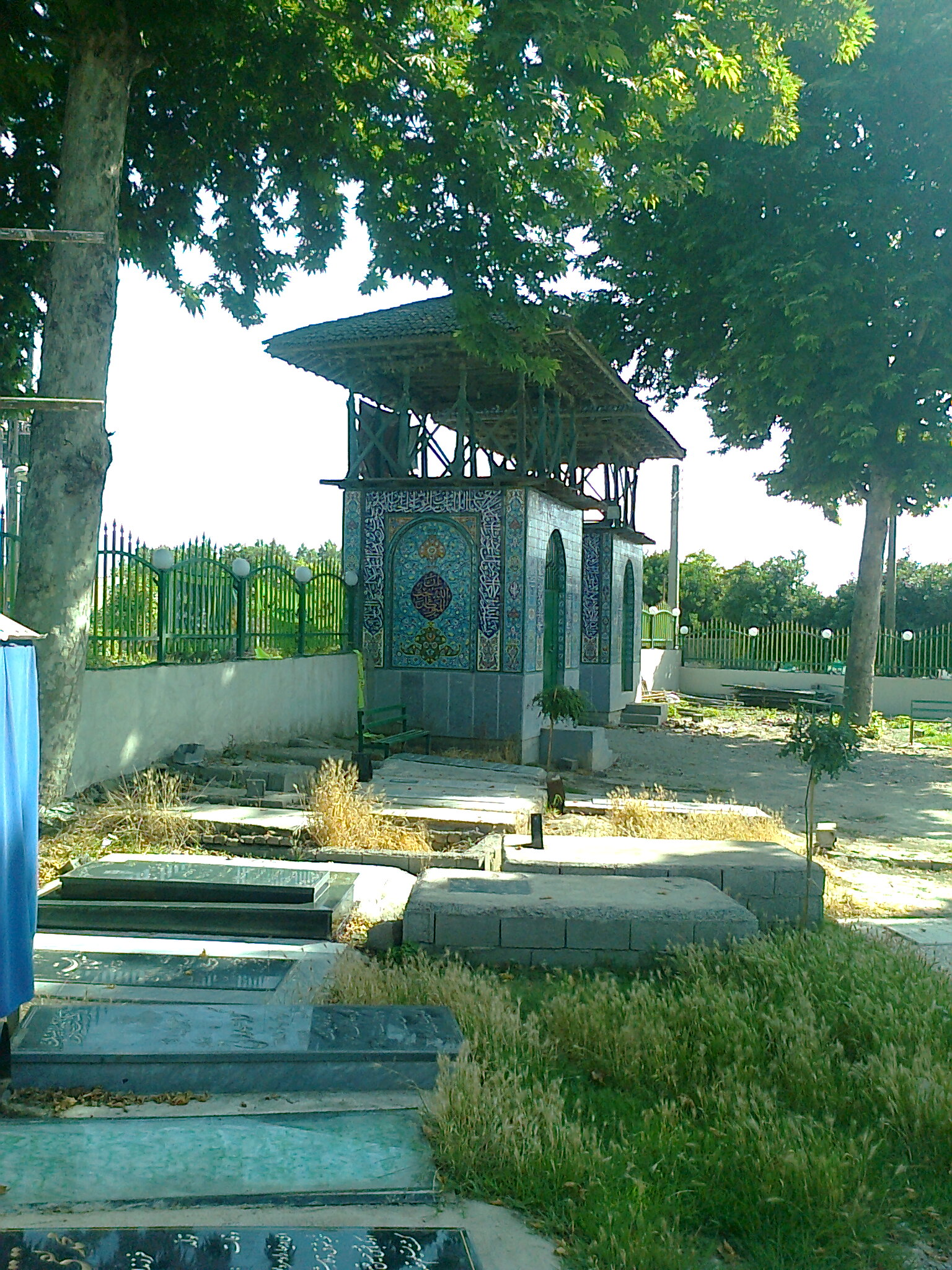
تکیه سقا نفار هندوکلا

هندوکلا، روستایی است از توابع بخش دشت‌سر شهرستان آمل در استان مازندران ایران. این روستا در فاصله ۴ کیلومتری از مرکز شهرستان آمل و فاصله ۲۵ کیلومتری از شهرستان بابل قرار دارد.

## جمعیت
این روستا در دهستان دشت‌سر غربی قرار دارد و براساس سرشماری مرکز آمار ایران در سال ۱۳۸۵، جمعیت آن ۱،۴۵۷ نفر (۳۹۱خانوار) بوده‌است.